# دورنیه کومت
دورنیه کومت (به آلمانی: Dornier Komet) خانواده‌ای از هواگردهای بال‌چتری تک‌موتوره از گونه مسافربری ساخت شرکت دورنیه در آلمان بودند که اوایل دهه ۱۹۲۰ طراحی شدند.